# Radikal 42
Das Radikal 42 mit der Bedeutung „klein“ ist eines von 31 traditionellen Radikalen der chinesischen Schrift, die aus drei Strichen bestehen. 
In der oberen Position über den Komponenten 冖 oder 冂 verlaufen die beiden kurzen Seitenstriche dieses Radikals unten aufeinander zu, statt auseinander. Dies ist der Fall bei den Kurzzeichen 尝 (= probieren) und 尚 (= respektieren).
Beim Schriftzeichen 光 (= Lichtstrahl) hingegen ist in der Siegelschriftform oben noch das Feuer 火 zu erkennen.
Beispiele für Zusammensetzungen mit diesem Radikal sind:
| Zeichen | Erklärung |
| ------- | --- |
| 尘      | Das Schriftzeichen für Staub setzt sich zusammen aus dem Radikal 小 (= klein) und dem Radikal 32 土 (= Erde). Allerdings trifft das nur für das in der Volksrepublik China gebräuchliche Kurzzeichen zu. |
| 尖      | Das Schriftzeichen für Spitze setzt sich zusammen aus dem Radikal 小 und dem Radikal 37 大 (= groß). |
| 雀      | Das Schriftzeichen für Spatz setzt sich zusammen aus dem Radikal 小 und dem Radikal 隹 (= Vogel mit kurzem Schwanz). Allerdings trifft das nur für das Kurzzeichen in der Volksrepublik China zu.        |

## Schriftzeichenverbindungen, die vom Radikal 42 regiert werden
| Striche | Zeichen     |
| ------- | ----------- |
| +0      | 小          |
| +01     | 尐 少       |
| +02     | 尒 尓 尔 尕 |
| +03     | 尖 尗 尘 当 |
| +05     | 尙 尚       |
| +06     | 尛 尜 尝    |
| +09     | 尞          |
| +10     | 尟 尠       |
| +11     | 尡          |

 Im Unicodeblock Kangxi-Radikale ist das Radikal 42 unter der Codepointnummer 12.073 (U+2F29) codiert.